# Auloserpusia
Auloserpusia is een geslacht van rechtvleugeligen uit de familie veldsprinkhanen (Acrididae). De wetenschappelijke naam van dit geslacht is voor het eerst geldig gepubliceerd in 1914 door Rehn.

## Soorten
Het geslacht Auloserpusia omvat de volgende soorten:
- Auloserpusia albifrons Ramme, 1929
- Auloserpusia charadrophila Jago, 1964
- Auloserpusia chopardi Dirsh, 1962
- Auloserpusia impennis Rehn, 1914
- Auloserpusia kasewe Phipps, 1967
- Auloserpusia lacustris Rehn, 1914
- Auloserpusia leonensis Phipps, 1967
- Auloserpusia malasmanota Jago, 1964
- Auloserpusia miniaticeps Ramme, 1929
- Auloserpusia ochrobalia Jago, 1964
- Auloserpusia olivacea Ramme, 1929
- Auloserpusia phoeniconota Jago, 1970
- Auloserpusia picta Ramme, 1929
- Auloserpusia poecila Jago, 1970
- Auloserpusia potamites Jago, 1964
- Auloserpusia sagonai Ramme, 1929
- Auloserpusia schoutedeni Ramme, 1929
- Auloserpusia squamiptera Ramme, 1929
- Auloserpusia stilpnochlora Jago, 1970
- Auloserpusia sylvestris Rehn, 1914
- Auloserpusia synpicta Jago, 1970
- Auloserpusia zeuneri Ramme, 1929